# 森律子
森 律子（もり りつこ、1890年10月30日 - 1961年7月22日）は、日本の女優。最初期の女優として、また元代議士を父に持つお嬢様女優として話題を集め、喜劇を得意とした。

## 略歴

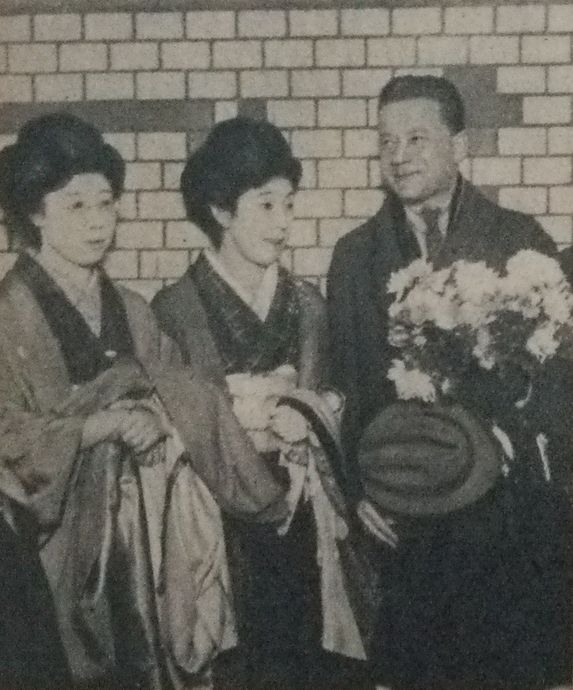
1922年に訪日したエフレム・ジンバリストを東京駅で出迎える森（中央）と村田嘉久子（左）

東京府東京市京橋区日吉町（現・東京都中央区銀座8丁目）生まれ。父は愛媛県松山出身の弁護士・衆議院議員の森肇（1864年-1927年）。肇は長髪がトレードマークの熱血漢であると同時に、癇癪を起こすと自宅で銃や日本刀を振り回すような暴君でもあり法曹界の名物男として有名だった。
跡見女学校卒業後、築地のサンマース、女子語学校専科で英語を学ぶ。1908年川上貞奴の帝国女優養成所に入り、帝劇女優第一期生となる。当時、芸人は卑しい職業とされていたため、跡見女学校の同窓会から除名されたとの説を福田和也らが書いているが、実際にはその後も同窓会に出席している。1916年に第一高等学校生だった弟の運動会を見に行った際には、女優のような下賤な者を学内に入れるのは学校の名誉にかかわると学生たちから退席を求められ、それを苦に弟は翌日自殺してしまったと言われる。
益田太郎冠者の喜劇『ドッチャダンネ』などに主演しスターとなる。1913年には半年間の旅程で欧州訪問。1929年に松竹に移り、1935年以降は新派に移った。1956年、女歌舞伎の名跡・4代目桐大内蔵を襲名した。帝劇のスター女優として華やかな生活を送る一方、新しき女として迫害や中傷も多く受けた。
女優の森赫子は姪で、後に養女にした。

## 人物
『実業の世界』からの「あなたは25歳の頃に何をしていたか。その当時の収入及び生活状態はどうだったか」という問いに森は「女優生活に入ってから数年目、25歳に欧州遊学を試みて居りました。その当時収入の額ははっきり覚えませんが、父の世話になって居たことは、はっきり覚えて居ります」と回答している。

## 編著書
- 『鏡の友』陽文堂書房、1913年2月。NDLJP:907212。
- 『欧洲小観 わらはの旅』博文館、1913年11月。NDLJP:947522。
- 『扮影帖』1918年。
  - 『扮影帖』（増補版）、1939年。NDLJP:1906301。
- 『妾の自白』日本評論社、1919年5月。NDLJP:911645。
- 『女優生活廿年』実業之日本社、1930年5月。NDLJP:1191058。
  - 『女優生活廿年』大空社〈伝記叢書75〉、1990年4月。ISBN 9784872363746。